# Hrabstwo Warren (Missouri)
Hrabstwo Warren (ang. Warren County) – hrabstwo w stanie Missouri w Stanach Zjednoczonych. Obszar całkowity hrabstwa obejmuje powierzchnię 437,74 mil2 (1 134 km²). Według danych z 2010 r. hrabstwo miało 32 513 mieszkańców. Hrabstwo powstało 5 stycznia 1833 roku i nosi imię Josepha Warrena - generała poległego w bitwie pod Bunker Hill.

## Sąsiednie hrabstwa
- Hrabstwo Lincoln (północ)
- Hrabstwo St. Charles (wschód)
- Hrabstwo Franklin (południe)
- Hrabstwo Gasconade (południowy zachód)
- Hrabstwo Montgomery (zachód)

## Miasta i miejscowości
- Marthasville
- Truesdale
- Warrenton
- Wright City

## Wioski
- Innsbrook
- Pendleton
- Three Creeks